# St Edmundsbury
St Edmundsbury – dawny dystrykt niemetropolitalny w hrabstwie Suffolk w Anglii, z siedzibą administracyjną w Bury St Edmunds.
Dystrykt utworzony został 1 kwietnia 1974. Funkcjonował do 1 kwietnia 2019 roku, kiedy to w wyniku połączenia z sąsiednim Forest Heath, utworzony został dystrykt West Suffolk.

## Miasta
- Bury St Edmunds
- Clare
- Haverhill

## Inne miejscowości
Ampton, Ashfield Green, Bardwell, Barnardiston, Barnham, Barningham, Barrow, Bradfield St Clare, Bradfield St George, Brockley, Cavendish, Chedburgh, Chevington, Conyer's Green, Cowlinge, Denham, Denston, Depden, Euston, Fakenham Magna, Flempton, Fornham St Genevieve, Fornham St Martin, Great Barton, Great Livermere, Great Thurlow, Great Whelnetham, Great Wratting, Hargrave, Hawkedon, Hepworth, Honington, Hopton, Horringer, Hundon, Ickworth, Ingham, Ixworth, Ixworth Thorpe, Knettishall, Lackford, Lidgate, Little Bradley, Little Livermere, Little Saxham, Little Thurlow, Little Thurlow Green, Little Whelnetham, Little Wratting, Market Weston, Nowton, Ousden, Pakenham, Rede, Sapiston, Stanningfield, Stansfield, Stanton, Stoke-by-Clare, Stradishall, Thelnetham, Timworth, Westley, Wickhambrook, Withersfield, Wixoe.